# Dušan Kalmančok
Dušan Kalmančok född 1945, är en slovakisk astronom.
Minor Planet Center listar honom som D. Kalmancok och upptäckare av 7 asteroider.
Asteroiden 29824 Kalmančok är uppkallad efter honom.

## Asteroider upptäckta av Dušan Kalmančok
| 11118 Modra [A]                                                                    | 9 augusti 1996  |
| 15860 Siráň [A]                                                                    | 20 april 1996   |
| 24194 Paľuš [A]                                                                    | 8 december 1999 |
| 38238 Holíč [B]                                                                    | 18 juli 1999    |
| 48934 Kočanová [C]                                                                 | 18 augusti 1998 |
| 53910 Jánfischer [D]                                                               | 6 april 2000    |
| (118366) 1999 GK [E]                                                               | 5 april 1999    |
| Upptäckt tillsammans med: A A. Galád B Š. Gajdoš C A. Pravda D L. Kornoš E J. Tóth |                 |